# Волков Гаврило Мойсейович
Гаврило Мойсейович Волков (6 квітня 1920, село Володимирівка, тепер Черлацького району Омської області, Російська Федерація — 12 березня 2016, місто Москва, Російська Федерація) — радянський діяч органів держбезпеки, генерал-лейтенант, голова КДБ Молдавської РСР. Член ЦК КП Молдавії в 1981—1990. Кандидат у члени Бюро ЦК КП Молдавії з 1981 до 1989 року. Депутат Верховної ради СРСР 11-го скликання.

## Біографія
Народився в селянській родині.
У 1938 році вступив до Інституту інженерів залізничного транспорту в місті Новосибірську.
З 1 березня 1942 року служив в органах державної безпеки. Навчався у Хабаровській міжкрайовій школі НКВС, після її закінчення у липні 1942 р. працював в УНКВС—УНКДБ по Новосибірській області: помічник оперуповноваженого 2-го відділення контррозвідувального відділу УНКВС, з травня 1943 року — оперуповноважений, старший оперуповноважений 2-го відділу УНКДБ.
У квітні 1944 — січні 1946 року — старший оперуповноважений, заступник начальника відділення, начальник відділення 2-го відділу УНКДБ по Волинській області. 
Член ВКП(б) з 1945 року.
З січня 1946 року працював в УНКДБ—УМДБ по Чернівецькій області: начальник відділення 2-го відділу, з січня 1947 року — начальник відділення «О» (по духівництву), з серпня 1949 року — начальник одного із міських відділів, з листопада 1949 року — начальник 4-го (розшукового) відділу, з грудня 1950 року — начальник слідчого відділу.
З вересня 1952 до 1955 року навчався у Вищій школі МДБ (КДБ) при Раді міністрів СРСР у Москві.
У серпні — грудні 1955 року — начальник Слідчого відділу КДБ при РМ Молдавської РСР.
У грудні 1955 — лютому 1962 року — заступник голови КДБ при РМ Молдавської РСР.
У лютому 1962 — листопаді 1965 року — заступник голови КДБ при РМ Казахської РСР.
У листопаді 1965 — серпні 1970 року — начальник УКДБ по Калінінській області.
У серпні 1970 — січні 1979 року — начальник УКДБ по Волгоградській області.
19 січня 1979 — 23 січня 1989 року — голова КДБ Молдавської РСР.
У квітні 1989 року звільнений у відставку за віком. Персональний пенсіонер у Москві.
Помер 12 березня 2016 року в Москві. Похований на Преображенському цвинтарі.

## Звання
- сержант державної безпеки (1942)
- майор
- генерал-майор (14.12.1970)
- генерал-лейтенант (1979)

## Нагороди
- орден Жовтневої Революції
- орден Червоного Прапора
- орден Вітчизняної війни І ст.
- орден Червоної Зірки
- медаль «За бойові заслуги»
- медалі
- нагрудний знак Почесний співробітник держбезпеки